# Zinaïda Polimenova
 (juin 2024).
La mise en forme du texte ne suit pas les recommandations de Wikipédia : il faut le « wikifier ».
Les points d'amélioration suivants sont les cas les plus fréquents :
- Les titres sont pré-formatés par le logiciel. Ils ne sont ni en capitales, ni en gras.
- Le texte ne doit pas être écrit en capitales (les noms de famille non plus), ni en gras, ni en italique, ni en « petit »…
- Le gras n'est utilisé que pour surligner le titre de l'article dans l'introduction, une seule fois.
- L'italique est rarement utilisé : mots en langue étrangère, titres d'œuvres, noms de bateaux, etc.
- Les citations ne sont pas en italique mais en corps de texte normal. Elles sont entourées par des guillemets français : « et ».
- Les listes à puces sont à éviter, des paragraphes rédigés étant largement préférés. Les tableaux sont à réserver à la présentation de données structurées (résultats, etc.).
- Les appels de note de bas de page (petits chiffres en exposant, introduits par l'outil «  Source ») sont à placer entre la fin de phrase et le point final[comme ça].
- Les liens internes (vers d'autres articles de Wikipédia) sont à choisir avec parcimonie. Créez des liens vers des articles approfondissant le sujet. Les termes génériques sans rapport avec le sujet sont à éviter, ainsi que les répétitions de liens vers un même terme.
- Les liens externes sont à placer uniquement dans une section « Liens externes », à la fin de l'article. Ces liens sont à choisir avec parcimonie suivant les règles définies. Si un lien sert de source à l'article, son insertion dans le texte est à faire par les notes de bas de page.
- La présentation des références doit suivre les conventions bibliographiques. Il est recommandé d'utiliser les modèles {{Ouvrage}}, {{Chapitre}}, {{Article}}, {{Lien web}} et/ou {{Bibliographie}}. Le mode d'édition visuel peut mettre en forme automatiquement les références.
- Insérer une infobox (cadre d'informations à droite) n'est pas obligatoire pour parachever la mise en page.

Pour une aide détaillée, merci de consulter Aide:Wikification.
Si vous pensez que ces points ont été résolus, vous pouvez retirer ce bandeau et améliorer la mise en forme d'un autre article.
Zinaïda Polimenova est une écrivaine française d’origine bulgare, née en 1974 à Sofia (Bulgarie).

## Biographie
Après un Master de culturologie à l’université St. Climent Ohridski de Sofia (1997, sous la direction de Dimitar Zachev), Zinaïda Polimenova obtient en 1999 un Master de philosophie à l’EHESS (sous la direction d’Heinz Wismann), au sein du département « Histoire et civilisations ».
Après avoir travaillé comme journaliste et assistante éditoriale (2000-2005), elle intègre le monde de l’enseignement supérieur en tant que chargée de mission (au CNRS, puis à l’Université Paris 1 Panthéon-Sorbonne). Depuis 2007, elle est ingénieure d’étude, puis ingénieure de recherche au centre de recherche HiCSA (Histoire culturelle et sociale de l’art, UR 4100 de l’Université Paris 1 Panthéon-Sorbonne).
Zinaïda Polimenova est la sœur du philosophe bulgare, Todor Polimenov, et l’épouse de l’historien et historien de l’art français, Bertrand Tillier.

## Littérature
Zinaïda Polimenova est poétesse et romancière, en langues bulgare et française. Elle a publié son premier recueil de poèmes en 1995, sous le titre Нощни покриви [Toits nocturnes], suivi d’un deuxième recueil en 2000 (Изговори стъмни [Dires clairs obscurs]). En 2011, elle signe un troisième recueil de poèmes intitulé : Сребро в пещта [Blanc argent].
À partir du milieu des années 2010, Zinaïda Polimenova commence à écrire en français et en prose, tout en gardant une démarche poétique dans la forme narrative, dont l’originalité a été saluée par la critique (Matricule des anges,, Transfuge magazine, Libération, Passe-muraille…). Ses romans sont publiés aux Editions du chemin de fer, en collaboration avec les artistes Yann Bagot (Eremia, 2017) et Armelle de Sainte-Marie (Vertige de l’eau, 2020). En 2024, a paru son troisième roman, Nucléus, Ce qui reste quand il n’y a plus rien, portant sur les années 1950 et l’histoire des débuts du totalitarisme en Bulgarie.

### Eremia
Le roman retrace le parcours de Stoyan, un instituteur qui s'engage dans les luttes de libération des populations chrétiennes - bulgares, en l'occurence - à la fin du XIXe siècle. De Kyoustendil à Diyarbarkir, en passant par Constantinople, et ensuite, de Sofia jusqu'à Bucarest, en traversant le Danube gelé, Stoyan explore les paysages et les hommes, en sondant les ténèbres lumineuses de l'être humain.

### Vertige de l'eau
Trois femmes se retrouvent et nagent ensemble, sans se connaître, au Palais des sports. Leurs destins s'entremêlent, des secrets de famille éclatent, des deuils, des déchirures et des découvertes heureuses rythment cette semaine précédant les fêtes de Noël, en convoquant l'histoire d'un pays du sud-est de l'Europe, depuis les années 1970 à nos jours.

### Nucléus. Ce qui reste, quand il n'y a plus rien
1952. Un groupe d’amis, ingénieurs et architectes bulgares, part en voyage professionnel en Allemagne de l’Est. Un aller-retour lourd de conséquences pour le personnage principal, Theodor, et pour son entourage. Le roman traite des sujets comme l’amitié, la solidarité, l’amour, la brutalité du régime communiste et la médiocrité de ses agents. On plonge dans la mer Baltique et on émerge sur l’île concentrationnaire Persin, au beau milieu du Danube. Enfin, c’est un texte sur la capacité de résistance, sur ce deuxième corps invisible qui ne disparaît jamais complètement. 

## Œuvres
- Toits nocturnes (Нощни покриви), poésie, éd. MeridianPress, Sofia, 1995.
- Dires clairs obscurs (Изговори стъмни), poésie, éd. AB Atelier poétique, Sofia, 2000.
- Blanc argent (Сребро в пещта), poésie, éd. Altera, Sofia, 2011.
- Eremia, roman, Les éditions du Chemin de fer, Paris-Nolay, 2017.
- Vertige de l'eau, roman, Les éditions du Chemin de fer, Paris-Nolay, 2020.
- Nucléus. Ce qui reste quand il n'y a plus rien, roman, Les éditions du Chemin de fer, Paris-Nolay, 2024, 168 p.  (ISBN 978-2-4903-5641-6).